# 신탄진초등학교
신탄진초등학교는 대한민국 대전광역시 대덕구 석봉동 소재의 공립 초등학교이다.

## 학교 연혁
- 1908년 4월 5일 사립 신흥학교 설립인가
- 1919년 5월 20일 신탄진공립보통학교 개칭
- 1938년 4월 1일 신탄진금복공립심상소학교 개칭[1]
- 1941년 4월 1일 신탄진금복공립국민학교 개칭[2]
- 1946년 3월 1일 신탄진국민학교 개칭
- 1968년 9월 1일 새일국민학교 6학년 분리
- 1979년 3월 1일 신탄진용정국민학교 14학급 분리
- 1995년 3월 27일 신탄진학생체육관 준공
- 1996년 3월 1일 신탄진초등학교 개칭[3]
- 1997년 3월 3일 대전석봉초등학교 분리(125명)
- 1998년 6월 26일 후동 교사 개축 (보통교실28, 특별실4)
- 1998년 9월 30일 어린이 교통 교육장 준공
- 2000년 7월 1일 대전목상초등학교 분리(671명)
- 2003년 5월 30일 8교실 증축 완료
- 2005년 6월 1일 2개교실 증축 완료
- 2008년 5월 18일 새여울교육관, 도서관 운동장 우레탄 담장 공원화 사업 준공
- 2008년 5월 18일 개교 100주년 기념행사
- 2010년 9월 1일 전동교사 리모델링
- 2015년 3월 1일 대전새여울초등학교 분리(311명)
- 2022년 2월 15일 제101회 졸업(졸업생 총 21,597명)
- 2022년 3월 1일 22학급 편성(특수 2학급 포함)
- 2023년 2월 14일 제102회 졸업(졸업생 총 21,675명)
- 2023년 3월 1일 22학급 편성(특수 2학급 포함)

## 참고 자료
- 신탄진초등학교 - 한국교육학술정보원 학교알리미